# Jean-Claude Izzo
Jean-Claude Izzo (Marsiglia, 20 giugno 1945 – Marsiglia, 26 gennaio 2000) è stato uno scrittore, poeta, giornalista, drammaturgo e sceneggiatore francese.

## Biografia
Izzo nacque a Marsiglia il 20 giugno 1945, figlio di Gennaro Izzo, un immigrato italiano originario di Castel San Giorgio (in provincia di Salerno), e di Isabelle, una casalinga francese, figlia a sua volta di immigrati spagnoli. Frequentò una scuola professionale e nel 1963 iniziò a lavorare come commesso in una libreria e a militare nel movimento cattolico Pax Christi. Nel 1964 partì militare e venne destinato a Gibuti. Durante la leva pubblicò alcuni articoli su un giornale dell'esercito; ma nel complesso fu per lui un periodo negativo: venne infatti condannato a un mese di carcere militare e perse 15 chili. Nel 1966, rientrato a Marsiglia, riprese la sua militanza in Pax Christi e si iscrisse al Partito Socialista Unificato (PSU), nelle cui liste fu candidato alle elezioni legislative nel collegio di Marsiglia (giugno 1968). 

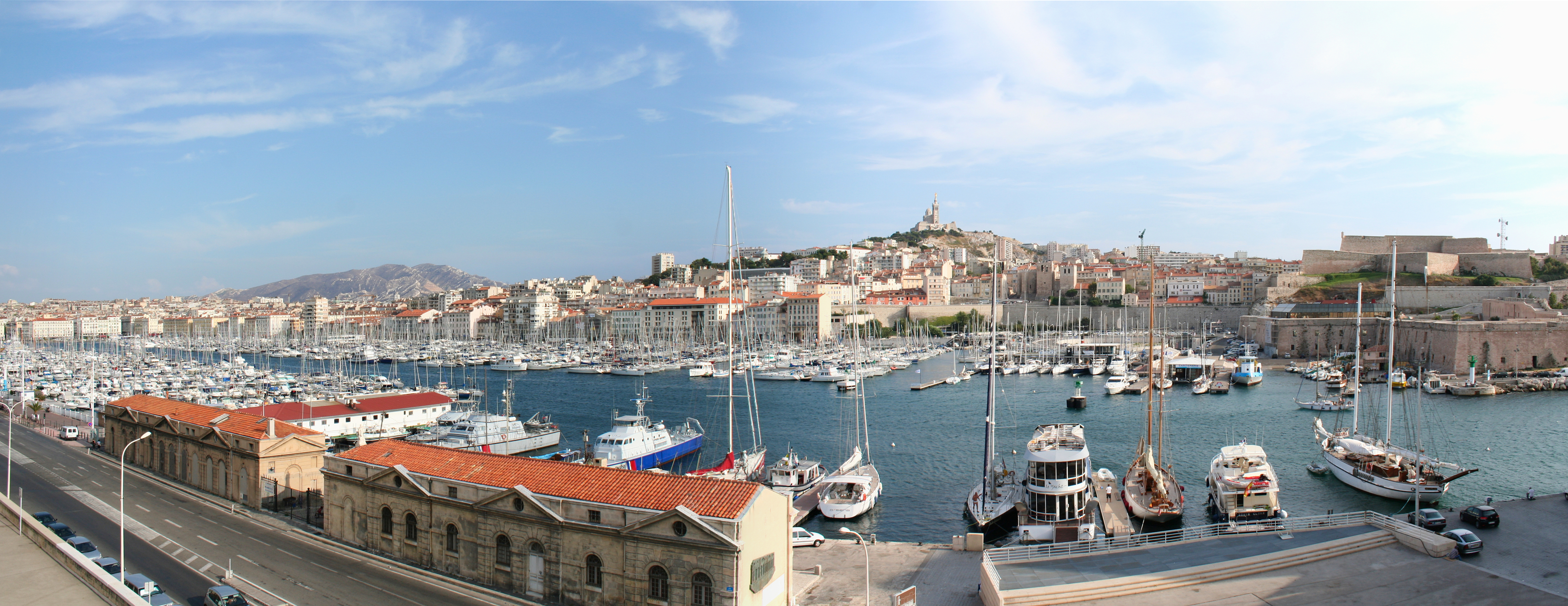
Scorcio di Marsiglia, luogo di nascita dello scrittore e ambientazione di molte sue opere

Nell'agosto dello stesso anno aderì al Partito Comunista Francese (PCF). Nel 1969 si sposò con Marie Hélène Bastianetti, conosciuta tre anni prima, e iniziò a collaborare con La Marseillaise Dimanche, rivista del quotidiano comunista della regione. Nel 1970 insieme alla moglie lasciò Marsiglia per stabilirsi in un piccolo paese a una cinquantina di chilometri di distanza.
Qui iniziò a lavorare come bibliotecario, pur continuando la sua collaborazione con La Marseillaise Dimanche, e a questo periodo risale anche la pubblicazione della prima raccolta di poesie Poèmes à haute voix. Nell'anno successivo scrisse un testo teatrale, poi messo in scena da César Gattegno e la Compagnie du Rocher. Nel 1972, oltre ad essere assunto come giornalista da La Marseillaise, pubblicò la sua seconda raccolta di poesie e diventò padre.
Nel 1974 divenne caporedattore e pubblicò una nuova raccolta di poesie, Etat de veille. I suoi libri si fecero più frequenti: Braises, brasiers, brûlures, un'altra raccolta di poesie, venne pubblicata nel 1975; lo stesso anno vide la luce anche Paysage de femme e, l'anno successivo, "Le réel au plus vif". Nel 1978 pubblicò Clovis Hugues, un rouge du midi. Ma il 1978 fu soprattutto l'anno della rottura con il PCF e della separazione dalla moglie. All'inizio del 1979 lasciò anche La Marseillaise e per un certo periodo visse di piccoli lavori.
Nel 1980 iniziò a lavorare per il giornale La Vie Mutualiste di cui sarà redattore dal settembre 1982 all'aprile 1985 per diventare poi caporedattore quando il giornale cambiò il proprio nome in Viva. Si tratta comunque, nonostante la stasi nella produzione libraria, di un periodo di grande attività; diventò infatti animatore di una radio e partecipò alla fondazione di una rivista di poesie. All'inizio del 1987 si trasferì a Parigi, e a fine luglio lasciò Viva. Anche gli anni successivi furono anni di multiformi attività: collaborazione con numerosi giornali e riviste, organizzazione di grandi eventi letterari, scrittura di sceneggiature cinematografiche e di testi di canzoni.

### Trilogia marsigliese
Nel 1993 pubblicò sulla rivista Gulliver un racconto che costituirà la base del suo primo romanzo Casino totale (Total Khéops) il quale, su insistenza di Michel Le Bris e Patrick Raynal, venne pubblicato nel 1995 nella Série Noire di Gallimard. Il libro si rivelò presto un grande successo vincendo numerosi premi. È l'inizio della trilogia marsigliese, con protagonista e voce narrante Fabio Montale. Fabio Montale è il personaggio che meglio caratterizza lo stile di Izzo, e che interpreta perfettamente il "noir mediterraneo", stile che proprio il suo autore ha creato. Inizia la trilogia come poliziotto, la finisce da uomo che vive e gode la sua città di un amore viscerale e critico, ma guarda al mondo con una lucidità totale.
L'anno successivo, pubblicò Chourmo. Il cuore di Marsiglia (Chourmo), il secondo episodio della trilogia, e lasciò Parigi per Saint-Malo con la sua nuova compagna Laurence Rio. Furono questi anni di intensa produzione letteraria. Nel 1997 infatti, oltre alla raccolta di poesie Loin de tous rivages e a numerosi racconti in varie antologie, pubblicò anche il romanzo Marinai perduti (Les Marins Perdus) e tornò a vivere definitivamente in Provenza, andando ad abitare a Ceyreste. Nel 1998 pubblicò Solea (Soléa), l'ultimo capitolo della trilogia, nonostante le insistenze dell'editore che avrebbe voluto allungare la serie.
Iniziò inoltre la stesura de Il sole dei morenti (Le soleil des mourants). In maggio terminò anche il suo rapporto con Laurence Rio. Pochi mesi dopo conobbe la fotografa Catherine Bouretz che sposò nel febbraio 1999. Fu lei a illustrare la raccolta di poesie L'Aride des jours. I segni della malattia (un cancro al polmone) si fanno sempre più forti, ma nonostante questo, Izzo portò a termine Il sole dei morenti (pubblicato in settembre) e partecipò a numerosi avvenimenti letterari.
Izzo morì il 26 gennaio 2000.

## Opere

### Narrativa
- Total Kheops (Gallimard, Série Noire, 1995), Casino totale (Edizioni e/o, 1998)
- Chourmo (Gallimard, Série Noire, 1996), Chourmo. Il cuore di Marsiglia (Edizioni e/o, 1999)
- Les marins perdus (Flammarion, 1997), Marinai perduti (Edizioni e/o, 2001)
- Soléa (Gallimard, Série Noire, 1998), Solea (Edizioni e/o, 2000)
- Vivre fatigue (Librio, 1998), Vivere stanca (Edizioni e/o, 2001)
- Le soleil des mourants (Flammarion, 1999), Il sole dei morenti (Edizioni e/o, 2000)

### Poesia
- Poèmes à haute voix (P.J. Oswald, 1970)
- Terres de feu (P.J. Oswald, 1972)
- État de veille (P.J. Oswald, 1974)
- Braises, brasiers, brûlures (poesie illustrate da E. Damofli, 1975)
- Paysage de femme (Guy Chambelland, 1975)
- Le réel au plus vif (Guy Chambelland, 1976)
- Loin de tous rivages (Ed. du Ricochet, 1997), Lontano da ogni riva (Ensemble, 2018)
- L'Aride des jours (Ed. du Ricochet, 1999)
- Un temps immobile (Filigrane Editions, 1999)

### Altri scritti
- Clovis Hughes, un rouge du Midi (J.Laffitte, 1978)
- La Méditerranée en fragments (Maison méditerranéenne des sciences de l'homme, 2000), Frammenti di Mediterraneo racconto in Rappresentare il Mediterraneo. Lo sguardo francese (Mesogea, 2000)
- Marseille (Hoëbeke, 2000), Aglio, menta e basilico (Edizioni e/o, 2006)

## Filmografia come soggettista o sceneggiatore
- Les matins chagrins, regia di Jean-Pierre Gallepe (1990)
- Fabio Montale, serie di 3 film per la TV, regia di José Pinheiro (2001). Adattamento molto controverso soprattutto per il fatto che per il ruolo di Montale è stato scelto Alain Delon le cui idee e la cui personalità sono opposte rispetto a quelle di Izzo.
- Roger et Fred, telefilm (2001).
- Total Kheops, regia di Alain Bévérini (2002)
- Les marins perdus, regia di Claire Devers (2003)